# Krystyna Grabicka
Krystyna Grabicka z domu Janasz (ur. 15 kwietnia 1949 w Wylezinku) – polska polityk i prawniczka, radca prawny, działaczka samorządowa, posłanka na Sejm RP IV i VI kadencji.

## Życiorys
Ukończyła w 1970 studia prawnicze na Uniwersytecie Łódzkim, następnie uzyskała uprawnienia radcy prawnego. Należała do NSZZ „Solidarność”. Od 1995 do 1997 kierowała strukturą Ruchu Odbudowy Polski w Sieradzu. Bez powodzenia kandydowała z ramienia tej partii do Senatu w 1997. W 1997 przeszła z ROP do Ruchu Katolicko-Narodowego, obejmując funkcję prezesa sieradzkiego oddziału tej partii. W latach 1998–2001 była przewodniczącą rady powiatu sieradzkiego (uzyskała mandat radnej z listy Akcji Wyborczej Solidarność). W wyborach parlamentarnych w 2001 została wybrana do Sejmu IV kadencji. Startowała z listy Ligi Polskich Rodzin w okręgu sieradzkim, jako członkini RKN. W 2002 wraz z m.in. z Antonim Macierewiczem wystąpiła z klubu poselskiego LPR, przechodząc do koła poselskiego RKN.
W 2005 kandydowała do Sejmu z listy Ruchu Patriotycznego, nie uzyskując mandatu posła (otrzymała 2246 głosów). Rok później została wybrana radną sejmiku łódzkiego z ramienia Prawa i Sprawiedliwości (w ramach porozumienia PiS i RKN). W wyborach parlamentarnych w 2007 po raz drugi uzyskała mandat poselski, startując z listy PiS i otrzymując 9988 głosów. Zasiadła w Komisji Odpowiedzialności Konstytucyjnej oraz Komisji Ustawodawczej. W wyborach parlamentarnych w 2011 bez powodzenia ubiegała się o reelekcję z listy PiS (otrzymała 6776 głosów). W 2014 także bezskutecznie startowała z listy PiS do sejmiku województwa.